# Студентський бульвар (Кропивницький)
Студентський бульвар — вулиця у Подільському районі міста Кропивницького.
Бульвар пролягає від вулиці Євгена Чикаленка до Михайлівської вулиці. Його перетинають вулиці Велика Перспективна та Арсенія Тарковського.
До 1953 року цей проспект мав назву Сталінський. В 1953 році його було названо Комуністичним. У 2016 році вулиця отримала сучасну назву.
На бульварі розташований Кіровоградський медичний коледж імені Є. Й. Мухіна та головний офіс «Кіровоградобленерго».

## Джерело
- Матівос Ю. М. Вулицями рідного міста, Кіровоград: ТОВ «Імекс-ЛТД», стор. 12-13